# Jelnjanka
Jelnjanka (ryska: Ельнянка) är ett vattendrag i Belarus.   Det ligger i voblasten Vitsebsks voblast, i den norra delen av landet, 180 km norr om huvudstaden Minsk.
Omgivningarna runt Jelnjanka är en mosaik av jordbruksmark och naturlig växtlighet. Runt Jelnjanka är det glesbefolkat, med 17 invånare per kvadratkilometer.